# 松村禎三
松村 禎三（まつむら ていぞう、1929年1月15日 - 2007年8月6日）は、日本の作曲家、俳人。東京芸術大学名誉教授。

## 来歴
京都市（下京区仏光寺通室町西入ル）で生まれる。両親は京都の町人の出身であり、父は代々呉服屋の家系であった。父は尺八を、母は箏を嗜んでいた。禎三は、幼い頃から音楽に興味を示し、小学生で簡単な作曲は始めていた。京都時代は1945年から1949年まで高橋恒治にピアノを、1947年から1949年まで和声を長廣敏雄に師事。10歳の頃には父をがんで失い、1949年には母を結核で失う。1945年に旧制第三高等学校理科に入学。寮生活を通じて、音楽だけでなく様々な出会いと経験を積む。1949年、旧制第三高等学校理科を卒業。
母を失ったことをきっかけとして、作曲家への道を目指して清瀬保二を頼って上京する。清瀬の紹介で、東京芸術大学教授の池内友次郎に和声、対位法、作曲を師事。また、清瀬の家に出入りしていた武満徹とも親交を結ぶ。1950年、芸大受験をするが結核のため受験を失敗、5年間の闘病生活に入る。療養中の1950年代初頭より、俳句も創作するようになる。退院した1955年に《序奏と協奏的アレグロ》が第24回NHK毎日音楽コンクール管弦楽部門で1位に入賞、デビュー作となった。そのコンクールの審査員であった伊福部昭に作品を評価されたこをときっかけに伊福部門下となる。その後《阿知女》《クリプトガム》《ピアノと弦楽四重奏のための音楽》《交響曲第1番》（「日フィルシリーズ」第14作目）などを続けて発表。
教育者としても、1970年より東京芸術大学音楽学部作曲科にて教鞭を執る（1975年助教授、1978年教授）。現代音楽のみならず映画、舞台の分野でも活躍し、毎日映画コンクール音楽賞、イタリア放送協会賞、1989年〜1992年にかけて連続で日本アカデミー賞優秀音楽賞を受賞。サントリー音楽財団委嘱による遠藤周作の小説に基づくオペラ《沈黙》の作者としても知られ、その成果により京都音楽賞大賞、毎日芸術賞、モービル音楽賞、都民文化栄誉賞など数々の賞を受賞している。
2007年8月6日午後2時50分、肺炎のため東京都港区の病院で死去した。78歳。墓所は、東京都稲城市坂浜の新ゆり天望の丘墓苑にある。

## 作曲作品と特徴
デビュー当時から、ラヴェル、ストラヴィンスキー、アジアの伝統音楽の影響を受けた豊穣な響きと、生命の根源に直結したエネルギーと哲学的な思索に基づく創作を行った。
「アジア的な発想をもった、生命の根源に直結したエネルギー」を志向して《交響曲第1番》や《管弦楽のための前奏曲》を完成させ、《ピアノ協奏曲第1番》《ピアノ協奏曲第2番》、そして、邦楽器への作曲をへて、《チェロ協奏曲》、さらにはオペラ《沈黙》の作曲に至る。アジア、東洋に求めた創作の源泉は、オペラ《沈黙》を経て、人間性の回復や、存在そのものへの深い思索へと向かう。
《交響曲第2番》では、「アジア」だけにこだわることなく、人間そのものへの深い眼差しによって、自身の音楽を展開するようになった。
最晩年の《ゲッセマネの夜に》では、キリスト最後の夜を題材にしたジョットの絵画の複製を見て、人間存在が持つ逃れられない原罪と、深い哀しみを音楽に込めた。

## 受賞・栄典
- 1969年 尾高賞（管弦楽のための前奏曲）
- 1970年 第25回毎日映画コンクール 音楽賞「地の群れ」
- 1972年 第27回毎日映画コンクール 音楽賞「忍ぶ川」
- 1973年 第28回芸術祭優秀賞
- 1979年 第10回サントリー音楽賞、尾高賞（2回目、ピアノ協奏曲第２番）、第34回芸術祭優秀賞
- 1990年 紫綬褒章、第10回藤堂顕一郎音楽褒賞
- 1992年 第10回京都府文化賞（功労賞）
- 1994年 毎日芸術賞、都民文化栄誉章、モービル音楽賞
- 2000年 勲四等旭日小綬章[2]

## 主な作品

### オペラ
- 沈黙（1993年）

### 交響曲
- 交響曲第1番（1965年）
- 交響曲第2番（1998年）

### 管弦楽曲
- 序奏と協奏的アレグロ（1955年）
- 管弦楽のための前奏曲（1968年）
- 劫火の中で（1983年）
- 弦楽のためのプネウマ（1987年）
- オマージュ ―伊福部昭へ―（1988年）　『伊福部昭のモチーフによる讃』の1曲
- 管弦楽の捧げ物（1989年）
- ゲッセマネの夜に（2002年）

### 協奏曲
- ピアノ協奏曲第1番（1973年）
- ピアノ協奏曲第2番（1978年）
- チェロ協奏曲（1984年）
- ピアノと弦楽オーケストラのための朝の歌（2001年）

### 声楽を含むオーケストラ曲
- 祖霊祈祷（1969年）：1970年の大阪万博テーマ館のための音楽。（合唱）東京混声合唱団、（管弦楽）東京交響楽団、（指揮）石丸寛（11分08秒）＜タワーレコード NCS 589-590＞。
- 交響詩「やまなし」（1974年）

### 室内楽曲
- 弦楽四重奏による交響的断章（1950年）
- 阿知女〈アチメ〉（1957年）- ソプラノ、打楽器と11人の奏者のための
- 隠花植物(クリプトガム)（1958年）
- 弦楽四重奏とピアノのための音楽（1962年）
- アプサラスの庭（1971年、1974年改作）- フルート、ヴァイオリン、ピアノのための
- 祈祷歌 - 無伴奏チェロのための（1985年）
- スペルマティカ - 無伴奏チェロのための（1985年）
- ピアノ三重奏曲（1987年）
- ノクチュルヌ - ハープ独奏のための（1994年）
- 弦楽四重奏曲（1996年）
- ヴィブラホーンのために（2002年）
- 肖像 Portrait - チェロとピアノのための（2006年）遺作

### 邦楽器のための作品
- 詩曲1番 - 琴と尺八のための（1969年）
- 詩曲2番 - 尺八のための（1972年）
- 篠笛と琵琶のための詩曲（1979年）
- アルトサクソフォーンと琵琶のための詩曲（1980年）
- 幻想曲 - 13絃箏のための（1980年）
- 祈祷歌 - 17絃箏のための（1980年）
- 冬日抄 - 25絃箏のための（2005年）

### ピアノ曲
- ギリシャによせる2つの子守唄（1969年）
- 巡礼 I-III（1999-2000年）

### 合唱曲
- このをとめ（1956年）
- 暁の讃歌（1978年）東京混声合唱団委嘱初演
- ゆき（1980年）
- 牧歌（1983年）
- 丘の向こうに（1985年）
- 合唱組曲「蛙」（1998年）ローレル・エコー委嘱初演

### 映画音楽

#### 熊井啓監督作品
- 地の群れ（1970年）
- 忍ぶ川（1972年）
- 朝やけの詩（1973年）
- 北の岬（1976年）
- 海と毒薬（1986年）
- 千利休 本覺坊遺文（1989年）
- ひかりごけ（1992年）
- 深い河（1995年）
- 愛する（1997年）
- 日本の黒い夏─冤罪（2001年）
- 海は見ていた（2002年）

#### 黒木和雄監督作品
- 竜馬暗殺（1974年）
- 祭りの準備（1975年）
- 原子力戦争（1978年）
- 夕暮まで（1980年）
- 泪橋（1983年）
- TOMORROW 明日（1988年）
- 浪人街（1990年）
- 美しい夏キリシマ（2003年）
- 父と暮せば（2004年）
- 紙屋悦子の青春（2006年）

#### その他
- 九十九本目の生娘（1959年、曲谷守平監督）
- 傷つける野獣（1959年、野口博志監督） - 松村貞三と表記
- 激闘の地平線（1960年、小森白監督）
- 太平洋横断ケーブル（東京シネマ製作）
- 炎と女（1967年、吉田喜重監督）
- 狭山の黒い雨（1973年、須藤久監督）
- 月山（1979年、村野鐵太郎監督）
- 暗室（1983年、浦山桐郎監督）
- 夢千代日記（1985年、浦山桐郎監督）
- 時代屋の女房2（1985年、長尾啓司監督）
- ダウンタウン・ヒーローズ（1988年、山田洋次監督）
- 息子（1991年、山田洋次監督）
- 眠れる美女（1995年、横山博人監督）
- ラブ・レター（1998年、森﨑東監督）

## 著書
- 『旱夫抄 : 松村禎三句集 新版』深夜叢書社, 1991年
- 『松村禎三 作曲家の言葉』アプサラス編, 春秋社, 2012年

※他に1990年代前半まで、教育出版の音楽教科書の著作にも携わっていた。

## 門下
- 肥後一郎（1940年 - 2019年）
- 北爪道夫（1948年 - ）
- 池上敏（1949年 - 2024年）
- 二宮洋（1950年 - ）
- 多田栄一（1950年 - ）
- 吉松隆（1953年 - ）
- 高橋裕（1953年 - ）
- 鈴木行一（1954年 - 2010年）
- 小鍛冶邦隆（1955年 - ）
- 小山薫（1955年 - 2006年）
- 甲田潤（1957年 - ）
- 山本純ノ介（1958年 - ）
- 川崎絵都夫（1959年 - ）
- 山内雅弘（1960年 - ）
- 若林千春（1961年 - ）
- 柿沼唯（1961年 - ）
- 阿部亮太郎（1962年 - ）
- 佐藤昌弘（1962年 - ）
- 田頭勉（1962年 - ）
- 立原勇（1962年 - ）
- 土田英介（1963年 - ）
- 塚本一実（1963年 - ）
- 菊池幸夫（1964年 - ）
- 佐々木冬彦（1965年 - ）
- 伊東乾（1965年 - ）
- 正門憲也（1968年 - ）
- 名倉明子